# Aylo
Aylo (precedentemente MindGeek e Manwin) è una società lussemburghese attiva nel settore delle tecnologie dell'informazione e della comunicazione, concentrandosi in particolare sulla pornografia online e l'intrattenimento per adulti.
È definita leader mondiale della pornografia online, detenendo siti web come YouPorn, Pornhub, Brazzers, Tube8, SexTube, RedTube che, insieme ad altri portali sotto il suo ombrello, raggiungono 141 milioni di visitatori unici giornalieri (da La Presse, in calce). Nel 2013, l'80% della pornografia online si trovava su siti detenuti da Aylo, dando origine ad un fatturato di più di 1 miliardo di dollari.
Aylo è membro dell'Association of Sites Advocating Child Protection e utilizza l'etichetta "Restricted To Adults" per identificare i suoi siti web pornografici.

## Storia
Verso la fine degli anni 1990, il tedesco Fabian Thylmann crea il software NATS (Next-Generation Affiliate Tracking Software): con esso, i siti web potevano risalire alla provenienza dei click dei visitatori, una volta giunti sulla loro pagina. Venduto il sistema NATS, con il ricavato fonda la società Manwin Holding S.a.r.l. nel 2006 e inizia a comprare siti web di pornografia amatoriale, iniziando con PrivatAmateure, e proseguendo con MyDirtyHobby, Webcams.com e Xtube.
Tra il 2010 ed il 2013 compra RedTube da Bright Imperial, Pornhub da Interhub, le case di produzione Brazzers da Mansef, Twistys da Carsed Marketing, Digital Playground dai fondatori e Reality Kings (da RK Netmedia) ed ottiene da Playboy l'incarico di gestire le sue produzioni televisive ed online.
Nel 2013 assume l'attuale denominazione Aylo e Fabian Thylmann cede la sua partecipazione al top management della compagnia Feras Antoon, David Tassilo e Bernd Bergmair .

## Struttura aziendale
MindGeek opera sotto una struttura complessa di più società in paesi come le Isole Vergini britanniche, il Canada, Curaçao, Cipro, Germania, Irlanda, Lussemburgo, Mauritius, Paesi Bassi, Regno Unito e Stati Uniti. La sua struttura è stata descritta principalmente come un modo per evitare l'imposta sulle società da una società canadese; con società di fatturazione in Irlanda, filiali a Curaçao e società a Cipro e Lussemburgo, tutti i paesi che sono stati identificati come paradisi fiscali o che hanno regolamenti fiscali lassisti. Il Canada ha inoltre trattati fiscali speciali con il Lussemburgo, la sede legale di MindGeek, in cui una filiale canadese è esente dalle imposte pagate sui canoni alla sua controllante lussemburghese.
La maggior parte dei dipendenti lavora presso la sede di Montreal a Décarie Boulevard, di fronte all'Orange Julep, dove lavorano più di 1.000 persone.

## Industria per adulti
Nel 2013, il sito di notizie del settore per adulti XBIZ ha descritto MindGeek come "il più grande operatore di intrattenimento per adulti a livello globale", e un portavoce di Manwin, che ha parlato con il quotidiano irlandese Irish Independent nel 2013, ha dichiarato di essere "uno delle prime cinque società di consumo di larghezza di banda nel mondo". Il sito di recensioni pornografiche su Internet TheBestPorn.com elenca 164 siti di appartenenza pornografica di proprietà o rappresentati da MindGeek.
È stato riferito che il predominio di MindGeek nella pornografia online potrebbe avere risultati negativi a causa dei poteri monopolistici che hanno dal possedere sia i percorsi di produzione che quelli di distribuzione.

### Pornhub Network
La "Rete Pornhub" è una rete di siti Web 2.0 accessibile tramite il motore di ricerca PornMD di Mindgeek. Mindgeek possiede e gestisce tutti i siti Web della rete Pornhub, che include GayTube, Peeperz, PornIQ (lanciato da Pornhub), PornMD, RedTube, Thumbzilla, Tube8 e YouPorn.
I tre siti con il punteggio più alto nella rete sono Pornhub, RedTube e YouPorn. Nel novembre 2013, è stato riferito che Pornhub ha oltre 1 miliardo di visitatori al mese e un articolo di Adweek del dicembre 2014 afferma che Pornhub ha 50 milioni di visitatori al giorno.
TrafficEstimate.com ha dichiarato che Redtube genera oltre 90 milioni di visite al mese, mentre YouPorn ha registrato quasi 80 milioni di visite al mese (in base ai dati per 30 giorni fino a metà novembre 2014). YouPorn afferma che il loro programma partner ha 400 fornitori di contenuti che partecipano.

### Babes.com
Babes.com è il principale studio di produzione per adulti mainstream di Mindgeek, che produce il sito pornografico "Babes", lanciato nel 2012. Il sito Web è classificato come glamcore, abbreviazione di "glamour hardcore". I video completi sono accessibili ai membri registrati. Il sito Web stesso è considerato importante nel settore della pornografia glamcore. Glamcore presenta in genere modelli esteticamente accattivanti; il set cinematografico include illuminazione naturale ed elementi cinematografici ad alta definizione che lo distinguono dai tradizionali film pornografici. Babes.com è gestito con cura sotto la supervisione di MindGeek in modo da evitare tutte le attività illegali. Attualmente ci sono cinque siti Web principali che operano su Babes.com, che presentano aspetti tematicamente diversi in termini di impostazioni e preferenze sessuali. La rete Babes è classificata non solo per temi e video (come la maggior parte dei siti Web pornografici), ma anche da modelli e attrici partecipanti. A novembre 2016, il sito Web Babes aveva una classifica del traffico globale di 11.441. Il sito web si classifica come il terzo sito più visitato della rete di siti porno MindGeek.

### Pornografia per dispositivi mobili
I siti web di pornografia mobile di MindGeek gestiscono milioni di visite ogni giorno in Nord America, hanno ricevuto il "Future Mobile Award for Mobile Adult Services" da Juniper Research nel 2012.

### Studi cinematografici
MindGeek possiede gli studi cinematografici pornografici Babes.com, Brazzers, Digital Playground, Reality Kings, Sean Cody, Twistys e Men.com, gestiscono i siti Web di Wicked Pictures e Really Useful Ltd., e hanno fondato 3DXSTAR in collaborazione con Funky Monkey Productions. Mindgeek gestisce anche le operazioni online e televisive di Playboy (sebbene non gestiscano più Playboy.com, vedere la sezione cronologia sopra). Nel gennaio 2014, un funzionario di Mindgeek ha dichiarato che stavano sviluppando un'app Android per il lettore multimediale digitale Chromecast di Google, insieme a un'app per smart TV Panasonic, che avrebbe consentito lo streaming di contenuti Playboy.tv. Il piano di rilascio di un'app Chromecast non è stato possibile nel febbraio 2014, quando Google ha originariamente rivelato i loro termini di servizio per gli sviluppatori di app Chromecast, affermando che "Non sono ammessi contenuti che contengono nudità, atti sessuali grafici, o materiale sessualmente esplicito".

### Reality pornography
MindGeek possiede la realtà pornografia (pornografia commerciale che emula la pornografia amatoriale) siti Web di video Mofos, MyDirtyHobby, Sextube e Webcams.

## Pubblicità
MindGeek ospita annunci pubblicitari sui propri siti utilizzando la propria rete pubblicitaria TrafficJunky e altri siti, che ricevono miliardi di impressioni degli annunci su base giornaliera.
Pornhub ha condotto diverse campagne pubblicitarie, tra cui un cartellone pubblicitario a Times Square, l'inserimento di prodotti nel film Don Jon e una campagna per piantare alberi. Secondo il vicepresidente di Pornhub, Corey Price (che ha commentato nel dicembre 2014), Pornhub vuole fare guardare il porno come "qualcosa di cui è accettabile parlare", che probabilmente gioverebbe poiché secondo Price "è ancora un tabù fare pubblicità su siti classificati come X come Pornhub". Nell'ottobre 2013, la pubblicazione di media e marketing Digiday ha riferito che Pornhub ha già mostrato annunci pubblicitari per vari prodotti tradizionali sul sito Web, inclusi annunci pubblicitari per film, atti musicali, software antivirus e un servizio di consegna di alimenti, sebbene la maggior parte degli annunci pubblicitari fosse ancora legato agli adulti.

### Malvertising
È stato riferito nell'aprile 2013 che i visitatori di alcuni dei siti di pornografia più famosi al mondo (secondo il ranking di Alexa) hanno rischiato che il malware fosse installato sui loro computer da pubblicità di terze parti dannose. Le affermazioni sono state fatte dal ricercatore di sicurezza Conrad Longmore, che scrive un blog su malware, spam e truffe. I dati di Longmore sono stati raccolti utilizzando Google Safe Browsing Diagnostics, che cerca contenuti dannosi sui siti Web e le statistiche per due siti; xHamster e Pornhub sono stati pubblicati dalla BBC News. L'articolo della BBC affermava che sulla base della ricerca di Longmore, il 5% delle pagine su xHamster (che non è mai stato di proprietà di Mindgeek o Manwin) e il 12,7% delle pagine su Pornhub incorporava il malvertising. MindGeek (all'epoca ancora noto come Manwin) affermò in una dichiarazione che, secondo i loro dati, solo lo 0,003% delle pubblicità pubblicate nel periodo in esame conteneva malware. La società ha inoltre affermato che le pubblicità vengono monitorate regolarmente e che eventuali contenuti dannosi vengono rimossi immediatamente.
Nel luglio 2013, Manwin ha annunciato di aver raggiunto un accordo con il fornitore di sicurezza online RiskIQ per scansionare gli annunci pubblicitari di terze parti ospitati sulla loro rete pubblicitaria TrafficJunky alla ricerca di malware prima che vadano in diretta e per continuare a monitorare gli annunci di malware una volta che sono attivi.

## Controllo dell'età e protezione dei minori

### ASACP
Mindgeek è sponsor Platinum di ASACP (Association of Sites Advocating Child Protection) dal 201. ASACP è un'organizzazione no profit americana che combatte la pornografia infantile e mira a migliorare l'efficacia della tecnologia di filtraggio dei contenuti dei genitori attraverso la fornitura di l'etichetta RTA ("Restricted to Adults"), che può essere implementata dai webmaster di siti per adulti.

### Verifica dell'età nel Regno Unito
Nel marzo 2014 il co-regolatore del video on demand del Regno Unito ATVOD ha richiesto una modifica della legge in modo che agli operatori di carte di credito e di debito fosse vietato elaborare pagamenti da parte di clienti britannici di siti Web pornografici che non effettuavano controlli di età prima di concedere l'accesso. MindGeek ha risposto in una dichiarazione: "La migliore soluzione sta in un approccio a più livelli in cui il genitore assume il ruolo centrale". Il Partito conservatore del Regno Unito ha vinto le elezioni generali del 2015 nel Paese con l'impegno di obbligare i fornitori di servizi Internet del Regno Unito a bloccare l'accesso a siti Web pornografici hardcore che non hanno applicato limiti di età mediante controlli di età verificabili. Alla luce di questo Mindgeek ha unito i colloqui a maggio 2015 con la Digital Policy Alliance (DPA), un'organizzazione finanziata da società di tecnologia digitale che informa i parlamentari nel Regno Unito e nell'UE su questioni politiche che riguardano online e digitale tecnologie. L'APD ha un gruppo di lavoro per creare metodi di verifica dell'età che potrebbero essere utilizzati per conformarsi a tali leggi.
Il Digital Economy Act 2017 ha introdotto la normativa pertinente e nel marzo 2018 MindGeek ha annunciato che il suo strumento di verifica dell'età AgeID, che è in uso in Germania dal 2015, sarebbe stato disponibile nel Regno Unito in tempo per la proposta di introduzione dell'età obbligatoria -verificazione nell'aprile 2018. Era previsto che il software fosse reso commercialmente disponibile per tutti i siti Web pornografici accessibili nel Regno Unito e offerto gratuitamente a studi, produttori e blogger indipendenti del Regno Unito. Il software utilizza "società di verifica dell'età di terze parti" per autenticare l'età di coloro che si registrano, dopo di che sono in grado di accedere a più siti su più dispositivi senza effettuare nuovamente l'accesso. Mindgeek è stata una delle principali società private in competizione per fornire una soluzione di verifica dell'età per il British Board of Film Classification, l'organizzazione designata responsabile del processo di verifica dell'età. La data di attuazione era originariamente aprile 2018, ma è stata ritardata per consentire il tempo per la consultazione pubblica. Nel maggio 2018 l'Open Rights Group, un'organizzazione per la campagna sui diritti digitali con sede nel Regno Unito, ha criticato il record di Mindgeek sulla sicurezza dei dati e ha commentato: "Consentire ai siti pornografici di possedere e gestire strumenti di verifica dell'età porta a un conflitto di interessi tra gli interessi della privacy dell'utente e il data mining e gli interessi di mercato dell'azienda." Nell'ottobre 2019 il governo del Regno Unito ha abbandonato i piani esistenti, proponendo invece l'introduzione di un sistema normativo alternativo per Internet.

## Cause di brevetto
Nel maggio 2013, ExitExchange Corp. ha fatto causa a Manwin Inc. in Texas, sostenendo che il suo brevetto per pubblicità pop-under era stato violato da Tube8 e Pornhub.
Nel luglio 2013, Manwin è stato citato in giudizio da John Mikkelson e Robert Freidson, gli operatori di Skky Inc., a Minneapolis per la presunta violazione di un brevetto che descrive un metodo per fornire audio e immagini compressi su dispositivi mobili.
Nell'ottobre 2014, MindGeek Inc. è stata citata in giudizio da Preservation Technologies LLC nel Delaware per presunta violazione su 19 siti diversi gestiti da Mindgeek di 11 componenti di brevetti su sistemi di distribuzione e comunicazione dei dati, come un sistema per catalogare e recuperare video e altri media associati con parole chiave. Il caso è stato ritirato nel marzo 2015, dopo che Mindgeek aveva concluso un accordo transattivo con Preservation Technologies LLC.

## No sul comitato per i rifiuti pubblici
Manwin è stato il principale finanziatore del No on Government Waste Committee, che è stato supportato da una coalizione di società di intrattenimento, organizzazioni imprenditoriali locali, attivisti della comunità, artisti dell'intrattenimento per adulti e sostenitori della sanità. "Il comitato ha condotto la campagna No on Measure B. La campagna No on Measure B è stata sostenuta dalla Federazione delle donne repubblicane della contea di Los Angeles, dai partiti repubblicani e libertari della contea di Los Angeles, dalla Valley Industry & Commerce Association (VICA) e dai Log Cabin Republicans of Los Angeles.